# Trollveggen
Trollveggen (en noruego: Trollveggen, literalmente «muro de trol») es un acantilado, sobre tierra, de Noruega que forma parte del macizo montañoso Trolltindene («picos de trol»), en el valle de Romsdalen, cerca de Åndalsnes y Molde, en la costa oeste del mar de Noruega del país. Trollveggen es parte del Parque nacional Reinheimen en el municipio de Rauma del condado de Møre og Romsdal. La pared de trol es la pared de roca vertical más alta de Europa, con cerca de 1100 m desde su base hasta la cima. El río Rauma y la Ruta Europea E136 se encuentran justo al este de la pared.

## Esquiar
El primero en descender en esquís Trollveggen, fue Kílian Jornet en 2018.